# Ed Dueim
Ed Dueim est une ville située dans l'état du Nil Blanc, au Soudan.

## Géographie

### Démographie
La ville d'Ed Dueim a une population estimée à environ 100 000 habitants. C'est une ville universitaire.